# Район Накаґава
Райо́н Накаґа́ва (яп. 中川区, なかがわく, МФА: [nakagawa ku̥]) — район міста Наґоя префектури Айті в Японії.  Площа становить 32,03 км². Станом на 1 серпня 2011 року населення складало 221 826  осіб, густота населення — 6930 осіб/км².